# Mahdi
Mișcarea islamică Ahmadiyya se referea la apariția pe Pământ a lui Mahdi (Îndrumatorul) ca Judecător : "A crede în El ca Făgăduitul sau al Doilea Mesia e un element al credinței, deoarece, mai întâi de toate, venirea Sa la începutul secolului al XIV-lea după Hegira a fost prezisă de Mohamed". Data Hegirei este 20 septembrie 622 deci rezultă o dată situată undeva către finele anului 1922 sau prima parte a anului 1923.
Dupa Mohamed au mai facut si alții diverse considerații si referiri la persoana văzută ca Îndrumatorul (sau Cel Îndrumat) dar ale sale evident rămân de cea mai mare credibilitate.
Ramura islamică Shi'a (cu exponentul majoritar, Iran), spre deosebire de marea majoritate a orientărilor islamice, mai păstrează credința în această profeție referitoare la venirea lui Mahdi, pe lângă cea referitoare la a doua venire a lui Iisus (mult mai sumară dar a cărei raspândire în Islam, este mult mai mare).
Între referirile la venirea lui Mahdi se mai menționează:
-Mahdi va avea toate puterile lui Allah, va fi însoțit de 333 de sfinți în slujba Sa,
-Va da examenul de sfințenie pentru a deveni astfel al 12-lea și ultimul Mare Imam al Islamului trecând toate testele (teoretice și practice) inclusiv cele suplimentare rezervate pentru cel de-al 12 lea - cele imposibil de trecut de către oricine altcineva, demonstrând, astfel, cea mai adâncă sfințenie cât și deținerea puterilor divine;
-Va avea puterea să facă și sa desfacă, să lege și să dezlege orice după propria voință,
-Va putea vindeca oamenii la început cu o simplă atingere ;
-Va revărsa dreptatea ,adevărul și cunoașterea pe Pământ alături de multe alte binecuvântări și sfaturi particulare,
-Va judeca dând rasplată și pedeapsă cerească,
-Va restaura, corectând tot islamul și (îl) va unifica (cu) toate religiile. 
-Va restabili pacea pe Pământ,
-Este din neamul profetului Mohammed și al lui Ali (ginerele lui), al Fatimei (fiica sa) si al celor doi neprețuiți nepoți.(n. aici interpretarea poate fi mai degraba văzută ca înrudire în spirit, în sfințenie,în natură divină și autoritate spirituală).
-Nașterea va fi dintr-o mamă a cărei religie va fi cea creștină.
-Are cunoașterea tuturor realităților trecutului, prezentului și viitorului.
-Chiar dacă va dovedi o mare sfințenie, înțelepciune și inteligență, va fi văzut ca fiind din popor având reale înclinații către bucătărie și treburi gospodărești. Va fi o persoană casnică.
-Are un semn adăugat pe frunte - o mascara naturală între cei doi ochi.
-Identitatea îi va fi ascunsă o perioadă de timp - din acest motiv mai este numit "Imamul ascuns" - mergând prin lume se va pierde prin mulțime încât cei din jur nu îl vor putea recunoaște decât daca Dumnezeu le va revela acest lucru.
-Alt amănunt este faptul că după ce-și va face publică identitatea va indica locul unde se afla ascuns Chivotul Legământului pierdut de evrei in anul 587 î.e.n.; acesta va fi găsit și adus în fața Sa, în acel moment drept credincioșii îi vor recunoaște identitatea (alte profeții adaugă faptul că în momentul în care Chivotul Legământului va fi deschis va fi declarat începutul ultimelor zile ale Judecății).
Notă: Dintre toate tradițiile imamice prezente, doar una singură stabilește Marele Imam prin examen de sfințenie - cea din interiorul anumitor ordine calugărești sufi, iar în acest caz, numărătoarea a trecut de 11 dar se pare că nu a ajuns încă la 12 - nu știm dacă examenul a avut loc sau nu. Unele semnale spun că da ..undeva in jurul datei de 21 Aprilie 2009 si ca examenul a fost luat insa cistigatorul lui isi rezerva dreptul de a.si dezvalui identitatea atunci cind va considera oportun. 
Moment cind reprezentantii sufi din Iran vor trebui sa ii confirme identitatea chiar daca vor crea contra lor un val de revolta si respingere probabil si noi atentate extremiste asa cum au mai fost si in trecut. 
Titlul de Mare Imam nu contine prerogative decizionale ci e mai mult o functie onorifica incit autoritatea depinde de respectul cistigat de fiecare Mare Imam in parte . Primul Mare Imam din istorie a fost Hazrat Ali ginerele profetului Mohamed care a fost si Generalul armatei in razboiul lor de eliberare de sub dictatura politeista precizata in Coran. 
Profetia despre Mahdi nu e scrisa in Coran ci in textele numite Hadite (scrieri) texte considerate in general apocrife intre cultele islamice. 
O mai noua revelatie despre Mahdi din zona sufi spune misterios ca are o inima de mama....lucru care ne.ar putea indica faptul ca este vorba de o persoana feminina lucru compatibil cu detaliul ca este casnica si ca are inclinatii catre bucatarie si muzica . 
Lucru care va soca in primul rind islamul dar si alte religii paternaliste . 
Apreciez ca detinerea tuturor puterilor divine e doar o forma ocolitoare pt a spune ca de fapt este insusi Creatorul .Lucru care va trebui sa il clarifice public indiferent de reactia ulterioara...
In lume exista 3 mari ramuri de calugariei Sufi in functie de specificul doctrinar .
Una din ele are o doctrina simpla fara parte profetica ci doar partea de morala si conduita .
A doua este similara doctrinar cu majoritatea cultelor musulmane. 
A treia are un specific sa ii zicem sincretist in care divinitatea marilor religii morale este vazuta ca fiind una si aceeasi sub diferite Nume cu un anumit specific monoteist si in aceeasi nota sint acceptate si venirile si sfintii din marile religii astfel ca Mahdi e vazut ca avind aceeasi natura divina cu Iisus .Buddha ,Mohamed Ali. Rama , Krishna etc lista fiind mult mai lunga incluzind si pe Melchisedec si pe Zamolxe dar si nume feminine intre care Fatima, Maria si Radha, etc. 
De altfel Maria, mama sfinta a lui Iisus, e pomenita în Coran de 3 ori mai des decât Mohamed considerată prima între femei în Rai la fel cum numele lui Iisus e scris de 2 ori mai des decât cel al profetului Mohamed. 
Doctrinar a treia ramura sufi seamana cu religia Bahai cât și cu Sahaja Yoga însă în ambele cazuri liderii lor religiosi prezentati ca fiind si Mahdi si MaiTreya , Sf.Graal etc sint ambii decedati incit pt a se adeveri unul din ei va trebui sa faca o minune pt reinviere pt a fi totodata si Pasarea Phoenix care invie din propria cenusa si desigur sa fie confirmata de sufi din Iran. 
Si apoi sa faca fata cu viata in fata jihadului pe care il va declansa ca opozitie planetara contra Sa. Plus restul detaliilor planetare profetice de implinit dind pt asta cu planeta de pamant justitiar apocaliptic. 
Unele curente doctrinare crestine identifica pe Mahdi etc cu Antihristul dar e posibil sa nu fie asa si nici sa fie profetul lui mincinos (in caz ca el al lui si nu a altei fiare) . Asa cum mai degraba se va crede cita vreme nu Se va indentifica cu Iisus ci va fi identitate diferita. 
Asa cum in islam exista acest detaliu profetic discret asa exista indicii scripturale si in crestinatate despre Dumnezeu insusi care se va arata din Sion , bea apa pe drum, va zbiera , pravaleste bratul , va locui cu oamenii oamenii vor vedea fata Lui , Se va arata tuturor popoarelor etc ..insa ele nu au fost talmacite teologic in acest send fiinf unele chiar alterate fata de versiunea din manuscrise . Lucru care la darea lor publica in vileag ( existente in Septuaginta si Masora Magna) va pune pe ginduri pe unii  si va scinda multe culte . 
Profetic biblic contextul care confirma partea cu Chivotul Legii se afla in 2Macabei 2.4....11. Unde e vb  de o Teofanie in ochii tuturor popoarelor ceea ce lasa loc si posibilatii de revenire la viata cu un trup identic miraculos.

## În cultura populară
- Khartoum (1966) - Muhammad Ahmad, care s-a autodenumit Mahdi, este interpretat de Laurence Olivier